# Escudo del Vaupés
El Escudo del Vaupés es el principal emblema y uno de los símbolos oficiales del departamento colombiano del Vaupés. Fue aprobado por decreto comisarial n.º 085 del 20 de septiembre de 1984, cuando el hoy departamento era aún una comisaría.

## Blasonado
Escudo dividido en tres barras: La primera, de sinople, contiene el croquis del Vaupés, un tucán, y la palabra “VAUPÉS”. La segunda, de plata, contempla la bravura del río Vaupés y un indígena que vive de la caza y la pesca, con el horizonte al fondo, con un sol naciente. En la barra inferior, de sinople, sobresale el busto de un indígena con su bastón de mando. La parte superior de la bordura del blasón contiene el mensaje: “PAZ Y ESPERANZA”.

Pero, no tiene modificación. Además, el Escudo no tiene decoración al rededor.

## Diseño y significado de los elementos
El escudo consta de un campo terciado en barra. En dichos campos se sitúan los siguientes elementos:
- La franja superior, de color verde, contiene el Mapa del departamento, un Tucan,un pájaro muy conocido por su gran pico y la palabra “Vaupés”.

- La franja media, de color blanco, contempla la bravura del principal río que baña el departamento y el cual le da nombre; el indígena que recorre el río en su balsa representa la supervivencia de la caza y la pesca; el horizonte al fondo manifiesta que el trabajo empieza y termina a la luz del sol.

- La franja inferior, de color verde, sobresale el busto de un indígena con su bastón de mando, símbolo de la pujanza de la raza.

Sobre la orla del escudo y fuera de los campos se encuentra el lema “Paz y Esperanza”.